# 舒沙尼鄉
44°35′N 24°06′E / 44.583°N 24.100°E
舒沙尼鄉（羅馬尼亞語：Comuna Șușani, Vâlcea），是羅馬尼亞的鄉份，位於該國西南部，由沃爾恰縣負責管轄，面積66平方公里，海拔高度218米，2002年人口3,688，人口密度每平方公里56人。